# کادر هنچار
کادر هنچار (انگلیسی: Kader Hançar؛ زادهٔ ۱۲ نوامبر ۱۹۹۹) بازیکن فوتبال اهل ترکیه است.
وی همچنین در تیم‌های ملی فوتبال Turkey women's national under-17 football team, Turkey women's national under-19 football team، و زنان ترکیه بازی کرده‌است.